# Estación Mendoza (Belgrano)
Mendoza Este del Ferrocarril General Belgrano es la principal estación ferroviaria de trocha angosta de la capital de la provincia de Mendoza, en Argentina.
La estación tuvo transporte de cargas y pasajeros hasta la privatización de los ferrocarriles a principios de la década de 1990; entonces el transporte de pasajeros se suspendió y el tráfico de cargas comenzó a declinar. 

## Historía
En 1927 se proyectó el ramal que conectaría Pie de Palo (San Juan) con San José (Guaymallén), y en 1937 se concretó la conexión ferroviaria entre Cuyo, el centro y norte de Argentina y Bolivia, a través del Ramal A10, de trocha angosta , operado por el Ferrocarril Belgrano (anteriormente Ferrocarril del Estado).
Durante muchos años, este ramal fue conocido como el "Tren del Azúcar" , ya que transportaba azúcar desde los ingenios jujeños, especialmente de Ledesma . Además, se convirtió en un punto clave para el traslado de trabajadores del norte argentino y de Bolivia , quienes llegaban a Mendoza para las cosechas.
En ese período, la estación también tuvo un papel fundamental en la conexión con Chile. La Estación Paso de los Andes (Luján de Cuyo) permitió el enlace entre el Ferrocarril Trasandino y el Ferrocarril del Estado, pasando por la estación de intercambio de cargas Canota (Maipú), desde el año 1944. Esto amplió significativamente el traslado de pasajeros y el intercambio de mercancías con el norte argentino y destinos internacionales. .
Su edificio, de estilo racionalista con detalles ornamentales en art decó , aún conserva algunos elementos arquitectónicos originales.
En la actualidad, la estación alberga la Escuela de Niños Cantores , y en sus inmediaciones se encuentra el Espacio Cultural Julio Le Parc . 

## Servicios
A mediados de 2002 el tráfico de cargas se interrumpió por la crecida del río Mendoza, en la zona de El Alpero. Luego, la crisis de tracción, provocada por la falta de locomotoras operativas en el ferrocarril Belgrano, obligó a suspender el servicio en los ramales de Córdoba a Mendoza, pasando por San Juan. 
En 2005 el servicio de cargas se reanudó con el transporte de azúcar desde Jujuy hasta Mendoza. En 2013 se agregó un tráfico de vino desde la estación Mendoza hacia la provincia de Salta.